# Cryptographis polypaetalis
Cryptographis polypaetalis là một loài bướm đêm trong họ Crambidae.